# Rödhake
Rödhake (Erithacus rubecula) är en fågel som återfinns över hela Sverige. Rödhaken är en liten, knubbig tätting, omkring 12,5–14 centimeter lång, med stort huvud och kort stjärt. Den har orangerött bröst och ansikte inramat med grå till brun ovansida och vitaktig buk. Könens fjäderdräkter är lika. Numera placeras rödhaken i familjen flugsnappare (Muscicapidae) i släktet Erithacus.
Rödhakens utbredning sträcker sig över hela Europa till västra Sibirien, södra Algeriet och vid Atlanten så långt som till Azorerna, Madeira och Kanarieöarna. I sydöst sträcker sig området till Kaukasus. Den är en stannfågel i större delen av sitt utbredningsområde utom de i nordligaste och nordvästliga häckningsområdena.
Rödhaken är huvudsakligen en insektsätare som tar både larver och fullvuxna insekter, men som vintertid även utökar sin kost med bär och dylikt. Den förekommer främst i olika typer av barr- och blandskog men uppträder även i parker och trädgårdar, gärna i buskage men uppträder även mycket orädd hoppande på marken framför människor och djur för att fånga uppskrämda insekter. Under häckningstid är den mer tillbakadragen men observeras på sin ljudliga sång och på sitt tickande varningsläte som kan bli till smattrande serier. Den hävdar sitt revir mycket aggressivt gentemot artfränder och andra fågelarter, och håller även revir vintertid som båda könen hävdar genom sång. Det skålformiga boet som byggs av honan av mossa och torra blad placeras väl dolt direkt på marken. Den lägger genomsnittligen ungefär fem till sju ägg som ruvas i 13–14 dagar och ungarna blir flygga efter ytterligare tolv till 15 dygn.
På grund av rödhakens orädda närhet till människan och sitt väna utseende har den fått många positiva omskrivningar i folktro, sagor och legender. Ofta beskrivs den som lyckobringande, beskyddande och omhändertagande.

## Utseende, fältkännetecken och läte

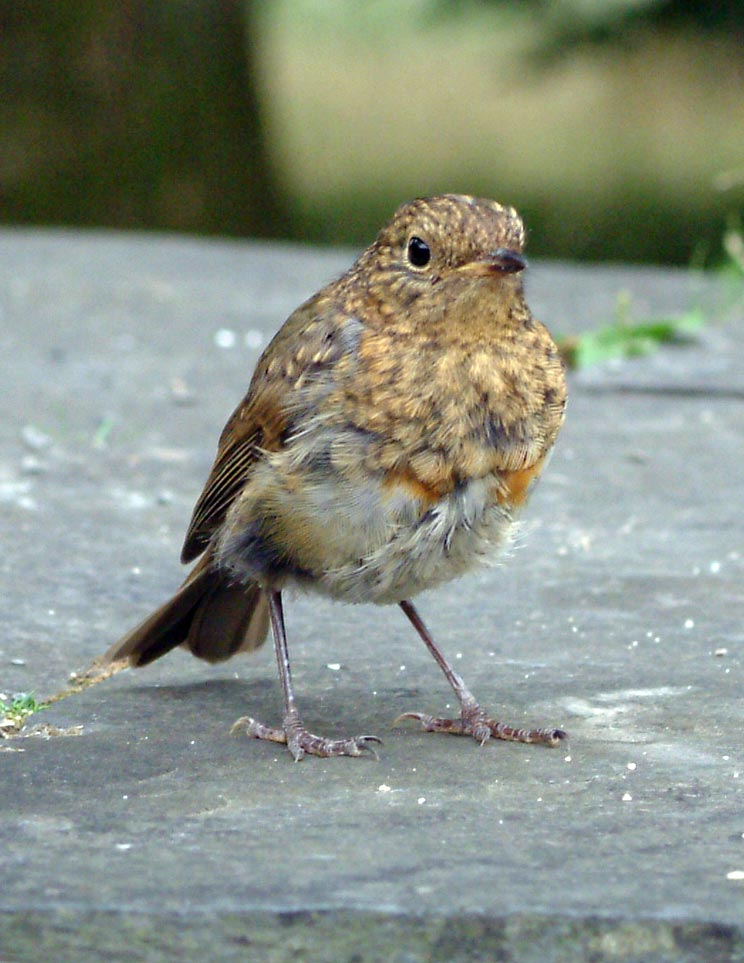
Juvenil rödhake.

En adult rödhake av nominatformen är 12,5–14,0 centimeter lång, med ett vingspann på 20–22 cm, en stjärt på 5,7–6,2 cm och en vikt på 16–22 gram. Den är en liten fågel med rund kroppsform, speciellt när den burrar upp fjädrarna. Huvudet ser stort ut och ser ofta ut att sakna hals. Den har ganska långa mörkbruna ben, svart spetsig näbb och svart öga. Könen är lika både till storlek och fjäderdräkt. Den har ett kraftigt orangerött (tegelrött) bröst och ansikte som omges av blåaktigt grått på sidorna av halsen och bröstet. Ovansidan är brunaktig, kroppsidan grå- till brunaktig och buken gråvit. Ving- och stjärtpennorna är bruna med något ljusare kanter och de övre vingtäckarna har rostgula spetsar vilket ger den ett tunt gult vingband som är allra tydligast hos juveniler. Juvenila fåglar är bruna på ovansidan med gul vattring, främst på manteln och huvudet. Stjärten är brun medan övergumpen är ljust rostbrun. Hakan och bröstet är gulvita med mörkare vattring och buken är gulvit i färgning, med fläckar av rött som gradvis framträder. De första två till tre månaderna efter att fåglarna blivit flygfärdiga växer de första rödaktiga fjädrarna ut på bröstet, och när ytterligare två till tre månader har gått har fågeln utvecklats sin adulta dräkt.
För underarternas morfologiska skillnader se Underarternas utbredning och morfologiska skillnader

### Läte

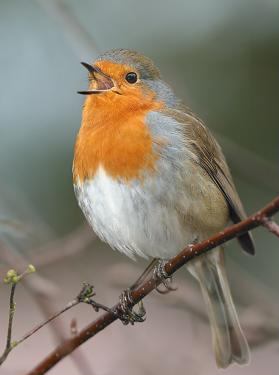
Sjungande rödhake.

Rödhaken har en flöjtande, kvittrande sång under häckningssäsongen, då de ofta sjunger på kvällen och ibland in på natten, vilket gör att de ibland förväxlas med sydnäktergal (Luscinia megarhynchos). Nattlig sång förekommer bland rödhakar i stadsmiljöer på platser som är bullriga på dagen, vilket tyder på att de sjunger på natten för att det är tystare, och deras budskap kan spridas genom omgivningen tydligare. Buller på dagtid förutsäger nattlig sång i större utsträckning än artificiella ljuskällor på natten, bland rödhakarna i staden Sheffield i England. Både hanen och honan sjunger under vinterhalvåret, då de håller åtskilda revir. Sången låter då mer klagande än på sommaren, samt mer ljudlig. På platser där rödhakarna inte är flyttfåglar brukar honorna flytta en kort sträcka från sina revir till en plats som är mer lämplig för födosök, medan hannarna behåller sina revir året om.
Rödhakens sång beskrivs ibland som en porlande bäck eller som porlande tonkaskader. Den har många klara toner med lika många tempoväxlingar. Ofta inleds sången med en hög ihållande ton. Locklätet är ett knäppande tick. När fågeln är orolig dras lätet ut i långa serier, tick-ick-ick-ick. Det liknas ofta vid en moraklocka som dras upp.
Exempel på sjungande rödhake (fil)

## Utbredning och systematik
Rödhaken förekommer i Eurasien och har troligen haft en liknande utbredning under de senaste 200 åren. Sydgränsen för häckningsområdet går i Nordafrika och Azorerna och Madeira vilka också utgör den västliga gränsen. Gränsen åt sydöst går vid bergskedjan Kaukasus. Den förekommer inte på Island.
Merparten av världspopulationen av rödhakar är stannfåglar. Majoriteten av de brittiska rödhakarna är också stannfåglar men en liten minoritet, vanligtvis honor, flyttar till Sydeuropa under vintern, några få så långt som till Spanien. Skandinaviska och ryska rödhakar flyttar till Storbritannien och Västeuropa för att undkomma de strängare vintrarna. Rödhaken föredrar granskog i norra Europa, i kontrast till förkärleken för parker och trädgårdar på Brittiska öarna.

### Förekomst i Sverige

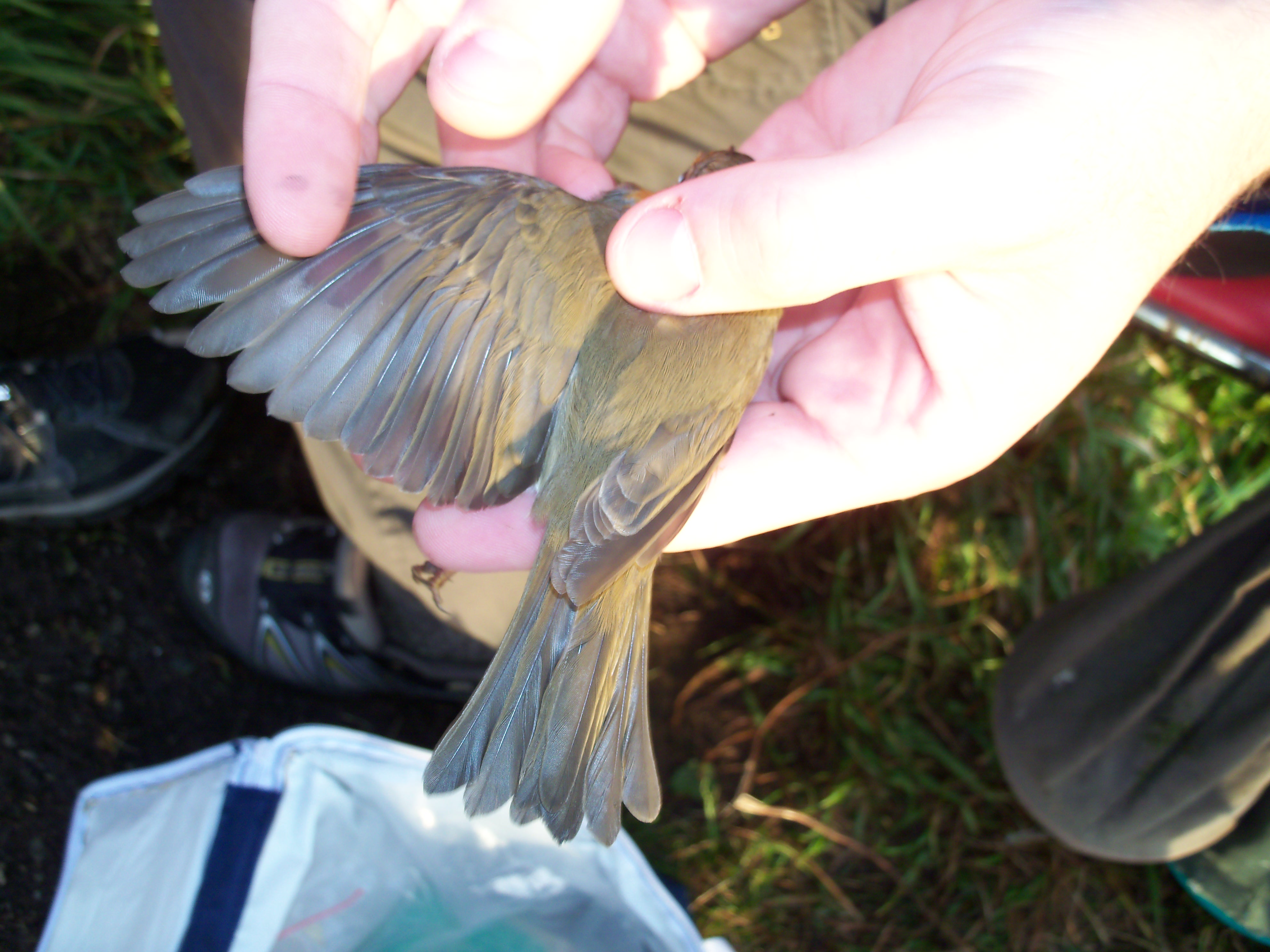
En rödhake ringmärkt på Landsorts fågelstation i oktober. Under åren 1911–2008 ringmärktes 828 879 rödhakar i Sverige, vilket gjorde arten till den näst mest ringmärkta fågeln i landet.

Man uppskattar att det finns tre till sex miljoner par rödhakar i Sverige vilket gör den till en av Sveriges vanligaste fåglar. I Sverige häckar den i större delen av landet utom i fjälltrakterna. Som flyttfågel anländer rödhaken i slutet av mars eller början av april till Sverige, och flyttar iväg i september till november söderut till trakterna runt Medelhavet i sydvästra Europa och Nordafrika. Från södra Sverige tar flytten i genomsnitt 36 dagar. Enstaka individer övervintrar i södra Sverige.

### Underarter
I artens stora utbredningsområde i kontinentala Eurasien varierar rödhakarnas morfologi något, men dessa variationer bildar inte avskilda populationer som skulle kunna anses som underarter. De taxa av rödhake som klassificeras som underarter är främst populationer som bildat bofasta populationer på öar och i bergsområden. Nedanstående lista följer AviList från 2025:
- Erithacus rubecula melophilus (Hartert, 1901) är en stannfågel på Brittiska öarna men förekommer också på andra sidan Engelska kanalen och som tillfällig gäst i angränsande regioner. Har starkare färgat bröst än nominatformen och en mer olivfärgad ovansida.
- vanlig rödhake[16] Erithacus rubecula rubecula inkl. sardus (Kleinschmidt, 1906) & balcanicus (Watson, 1961) häckar i kontinentala Europa och österut till Uralbergen, i västra Turkiet och på västra Kanarieöarna (men ser mer nedan)
- Erithacus rubecula superbus (Koenig, 1889) häckar på Teneriffa i Kanarieöarna.
- Erithacus rubecula marionae (Dietzen, Michels & Wink, 2015) häckar på Gran Canaria i Kanarieöarna.
- Erithacus rubecula witherbyi (Hartert, 1910) är stannfågel i nordvästra Afrika, på Korsika och Sardinien. Den är morfologiskt mycket lik melophilus men har kortare vingar[17]
- Erithacus rubecula valens (Portenko, 1954) häckar på södra Krimhalvön.
- Erithacus rubecula caucasicus (Buturlin, 1907) – häckar i östra Turkiet och Kaukasus
- Erithacus rubecula hyrcanus (Blanford, 1874) – häckar i rödhakens mest sydostliga utbredningsområde i sydöstra Azerbajdzjan och norra Iran.
- Erithacus rubecula tataricus (Grote, 1928) häckar i rödhakens mest nordostliga utbredningsområde i Uralbergen och västra Sibirien. Den är större än nominatformen och har en ganska blek fjäderdräkt

I verket Handbook of Western Palearctic Birds (Shirihai & Svensson 2018) föreslås en annan underartsindelning, där marionae inkluderas i superbus, witherbyi i nominatformen och valens i caucasicus. Populationen av rödhake som förekommer på Madeira och Azorerna har beskrivits som E. r. microrhynchos. Den inte är distinkt vad gäller morfologi, men dess isolering antyder att det är en underart.

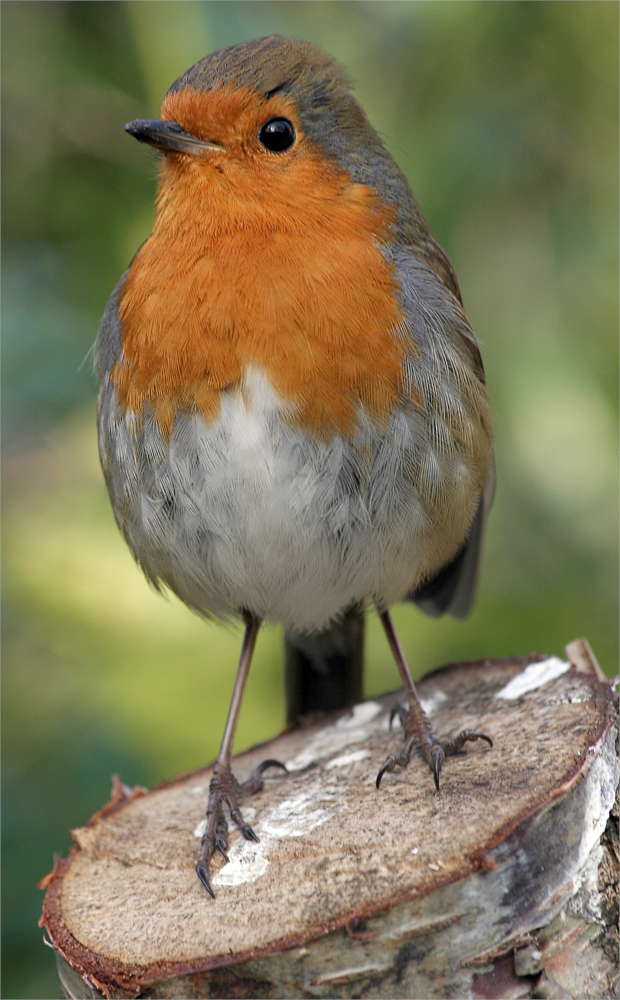
Den brittiska underarten, Erithacus rubecula melophilus, skiljer sig endast något från fåglar på kontinenten.

Populationen i Kanarieöarna är avvikande mot övriga rödhakar. Studier från 2001 baserade på läten och av den mitokondriella genen för enzymet cytokrom b visade på skillnader för superbus. Troligen härstammar populationerna från fastlandsfåglar som koloniserade öarna för ungefär två miljoner år sedan. De urskiljs genom en vit orbitalring. I övrigt har de ett intensivt orangefärgat bröst, en grå linje som separerar det orangeröda från den brunfärgade ovansidan och en helvit buk. Dietzen et al (2003) drog dock slutsatsen att Teneriffa och Gran Canaria koloniserats oberoende av varandra med fastlandsfåglar och torde utgöra två arter eller också borde de behandlas som två olika underarter till E. rubecula, där Gran Canaria-populationen beskrivits som E. r. marionae, men utifrån framkommen data kunde ingen definitiv slutsats dras. Det finns dock data som antyder att fåglar från Gran Canaria har tydligt kortare (cirka 10 %) vingar än Teneriffas superbus. Öpopulationerna av rödhakar på västra Kanarieöarna – El Hierro, La Palma och La Gomera – härstammar från kolonisering som skedde under mellersta pleistocen. De är därmed yngre än populationen på Tenerifa/Gran Canaria men de har bara börjat skilja ut sig genetiskt och kan inte särskiljas morfologiskt från den europeiska underarten E. r. rubecula.
Senare studeri från 2022 (Sangster, m.fl.) bekräftar att superbus och marionae skiljer sig från rödhaken i mer begränsad mening i utseende och genetik. Det genetiska avståndet är också större gentemot rödhaken än mellan andra [[Endemism[endemiska]] fågelarter på Kanarieöarna och deras närmaste släktingar, som kanarieduva och kanariegransångare. BirdLife Sveriges taxonomikommitté urskilde 2022 dem där som egna arter, "teneriffarödhake" respektive "grancanariarödhake". I och med BirdLife Sveriges anslutning till AviList i juni 2025 inkluderas de dock återigen i rödhaken.

### Introducerade populationer
Försök att introducera rödhaken till Australien och Nya Zeeland under senare delen av 1800-talet hade ingen framgång. Fåglar släpptes ut runt Melbourne, Auckland, Christchurch, Wellington och Dunedin av olika lokala föreningar, men inga etablerade sig. I Nordamerika blev resultatet likartat då fåglar som släpptes ut i Long Island, New York 1852, Oregon 1889–1892, och Saanichhalvön i British Columbia 1908–1910 inte etablerade sig. Rödhakar släpptes även ut på den brittiska ön St. Helena i södra Atlanten 1824 men inga observationer har gjorts av arten efter 1826.

## Taxonomi och släktskap
Rödhaken var en av de många arter som ursprungligen beskrevs av Linné i hans verk Systema Naturae, då med namnet Motacilla rubecula. Artepitetet rubecula är en diminutivform av latinets ruber 'röd'. Släktet Erithacus beskrevs först av den franske naturforskaren Georges Cuvier år 1800, vilket gav fågeln dess nuvarande binomiala namn E. rubecula.
Rödhaken ansågs fram tills nyligen liksom bland andra buskskvättor, stentrastar, rödstjärtar vara små trastar. DNA-studier visar dock att de är marklevande flugsnappare (Muscicapidae) och förs därför numera till den familjen. Idag placeras rödhaken som ensam art i sitt släkte Erithacus. Tidigare fördes ytterligare två arter till släktet, nämligen japansk näktergal '’akahige" (tidigare japansk rödhake) och ryukyunäktergal komadori (tidigare ryukyurödhake) som båda förekommer i östra Palearktis. Biogeografiska data och data från mitokondriellt DNA indikerade dock att dessa båda arter är närmare släkt med ett antal östasiatiska arter som tidigare placerats i näktergalssläktet Luscinia, varför dessa arter idag förs till det nyligen beskrivna släktet Larvivora. Istället står rödhaken nära en grupp med afrikanska trastliknande fåglar som snårskvättorna i Cossypha och akalaterna i Sheppardia.

## Ekologi
Under flyttningen ses fågeln ofta i rörelse mellan buskarnas grenar eller på marken. Under häckningstid är den mer tillbakadragen, och märks då när den framför sin sång, ofta i gryningen och skymningen, från en trädtopp.
Rödhaken är dagaktiv, men kan jaga insekter även under nätter med starkt månljus eller nära artificiella ljuskällor. Den är relativt orädd för människor och närmar sig gärna om man gräver i marken, för att leta efter daggmaskar och annan föda som kommer upp. På samma sätt närmar den sig också vilda djur, såsom vildsvin och andra som gräver i marken. De har också en vana att ligga en liten bit framför en person eller djur som vandrar i skogen då det större djuret skrämmer upp insekter som den fångar. Rödhakar i Kontinentaleuropa är dock skyggare. På hösten och vintern utökar rödhakarna sin vanliga kost, som består av ryggradslösa djur som spindlar, maskar och insekter, med bär och frukt. De äter även fröblandningar från fågelbord.
Rödhakehanar är kända för sitt mycket aggressiva revirbeteende. De attackerar skoningslöst andra hanar som befinner sig i reviret, och har även observerats attackera andra små fåglar utan synbar provokation. Sådana attacker leder ibland till dödsfall, vilket kan resultera i upp till 10 % av dödsfallen bland adulta rödhakar i vissa områden.
På grund av hög dödlighet under första levnadsåret är rödhakens medellivslängd 1,1 år. När fågeln väl har genomlevt sitt första år kan den dock förväntas leva längre och en ringmärkt individ lyckades uppnå 12 års ålder. Bland predatorerna finns huskatt, som dödar 15 gånger så många rödhakar som rovfåglar och ugglor. Perioder av mycket låg temperatur på vintern kan lokalt också orsaka betydande populationsminkning.

### Häckning

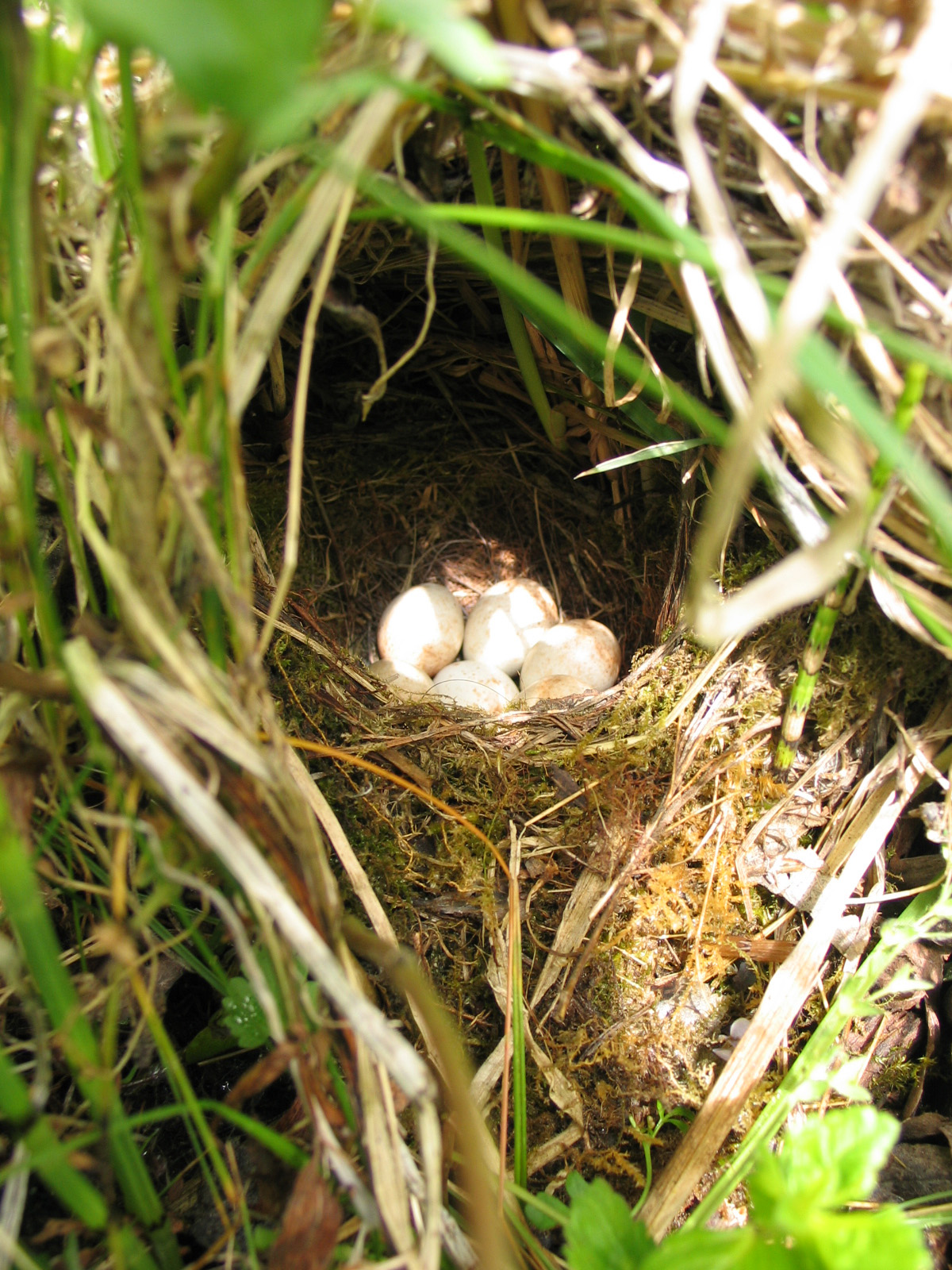
Rede med ägg.

Den häckar i alla former av skog, i parker och trädgårdar, men även ute på kala skärgårdsöar om där bara finns mindre buskage. Sitt bo har den på marken, dolt i någon hålighet, mellan trädrötter eller liknande. Rödhaken har inte så stora krav när det gäller val av boplatser. Vad som helst som kan erbjuda någon sorts nedsänkning eller hål kan komma i fråga som skrevor, håligheter bland rötter, rotvältor, skyddade vallar etc. Rödhakebon hittas även i bilar, blomkrukor och på andra mer ovanliga platser. Redet, som är skålformat, byggs av mossa, löv och gräs, och fodras med finare gräs, hår och fjädrar.

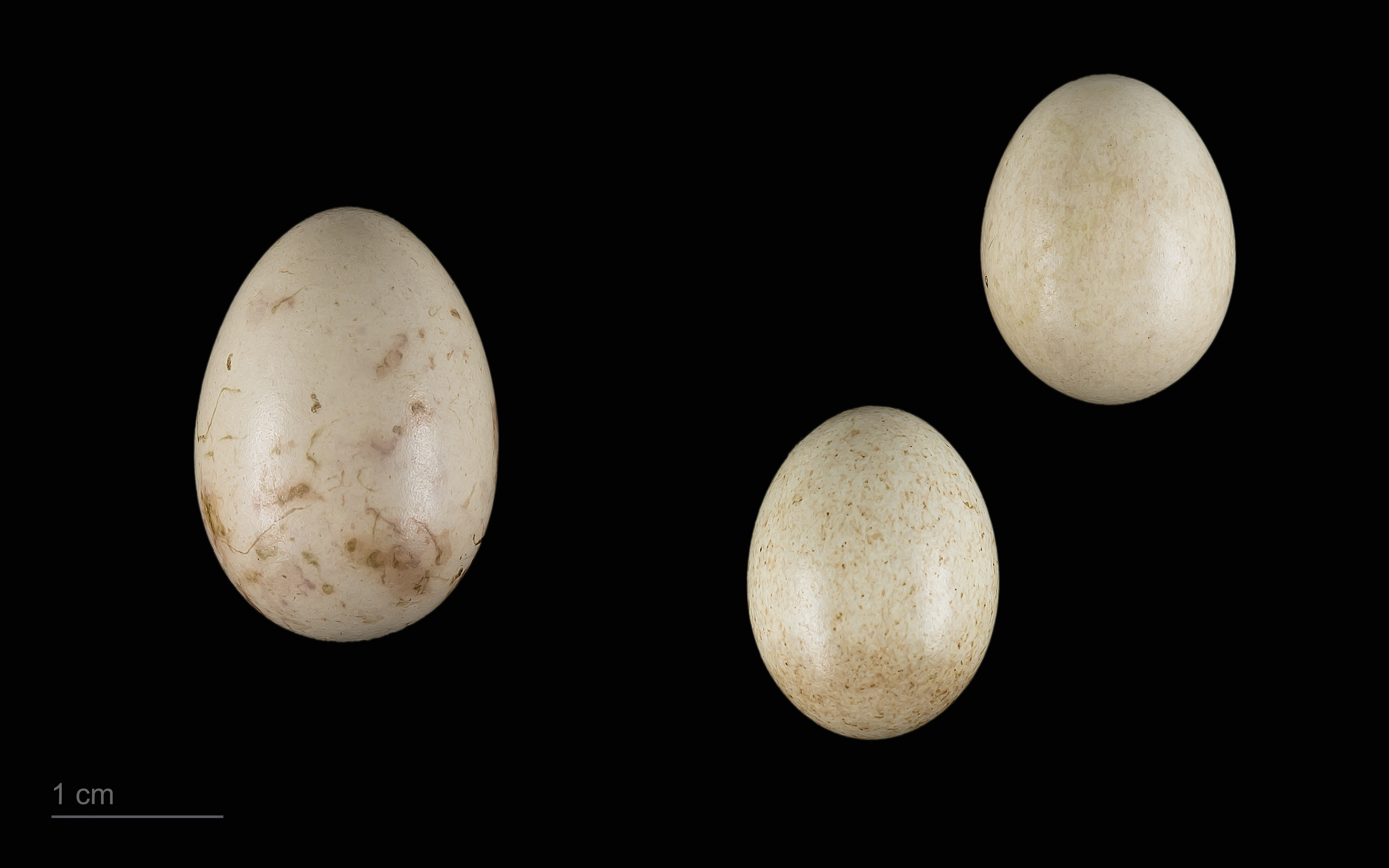
Cuculus canorus + Erithacus rubecula

Den lägger ofta två eller tre kullar per häckningssäsongen, som börjar i mars på Brittiska öarna. Den genomsnittliga kullstorleken varierar i litteraturen. I The Observer's Book of Birds' Eggs från 1972 uppges fyra till sex ägg medan andra böcker uppger sex till sju eller fem till sju. Kullstorleken brukar variera mellan 4 och 9 ägg. Äggen är gulvita, gulbruna eller vita, med rödaktigt bruna fläckar, som vanligen sitter tätast i tjockänden. Honan ruvar äggen i 13–15 dygn och sedan ungarna kläckts tar båda föräldrar hand om dem. Ungarna blir flygfärdiga 12–15 dygn efter kläckning och de har då ökat sin vikt från två till 15 gram.
Vid ruvning brukar honan dölja sitt röda bröst för att undgå upptäckt, samma sak sker när rödhaken inte häckar och en rovfågel är i närheten.

## Rödhaken och människan

### Status och hot
Rödhaken har ett mycket stort utbredningsområde och den globala populationen bedöms inte vara minskande. Utifrån dessa kriterier kategoriseras arten som livskraftig av IUCN. I Europa uppskattas häckningspopulationen till 43–83 miljoner par vilket extrapolerat skulle innebära en population av 129–249 miljoner individer. Europa utgör 75–94 % av rödhakens utbredningsområde varför en mycket grov uppskattning av den globala populationen skulle landa på 137–332 miljoner individer.

### Folktro och legender

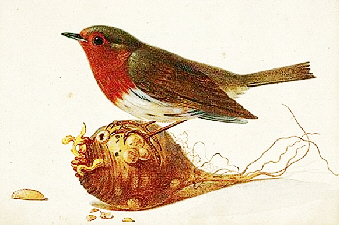
En tuschteckning av Nikolaj Peters, 1794.

På grund av rödhakens orädda närhet till människan och sitt väna utseende har den fått många positiva omskrivningar i folktro, sagor och legender. Ofta beskrivs den som lyckobringande, beskyddande och omhändertagande.
I Wales berättades det att det var rödhaken som förde elden till människan. Liknande historier har funnits på många platser i rödhakens utbredningsområde.
Det berättades att rödhaken närmade sig Jesus på korset, sorgset kvittrande. Med vingen torkade den bort tårarna från hans kinder och med näbben försökte den dra ut törnena ur hans panna. Då föll en bloddroppe ned på rödhakens bröst och färgade dessa fjädrar för alltid röda. Jesus ska då ha sagt: Välsignad vare du! Varhelst du befinner dig ska glädje och lycka följa dig. Blå som himmeln skall dina ägg vara och hädanefter ska du vara Guds egen fågel. En alternativ legend säger att rödhakens bröst blev bränt när den hämtade vatten åt själar i skärselden.
I Skottland har man ansett att rödhaken har en droppe av Guds blod i ådrorna och att man därför absolut inte fick skada den. År 1579 skrev engelsmannen Lupton att om rödhaken finner en död person i skogen täcker den dess ansikte med mossa. Rödhakar förekommer också i den traditionella engelska sagan Babes in the Wood, där fåglarna täcker barnens lik med löv. I Mellaneuropa har hus som rödhaken tyr sig till ansetts vara beskyddade från åskan.

### I kulturen
I Storbritannien har rödhaken blivit starkt förknippad med julen, och haft en huvudroll på många julkort sedan mitten av 1800-talet. Anknytningen till julen härrör troligen från det faktum att brevbärare i Storbritannien under viktoriansk tid var klädda i röda uniformer och hade smeknamnet "Robin". Rödhaken på julkortet är ett emblem för brevbäraren som delar ut kortet.
Storbritannien har ingen officiell nationalfågel. Rödhaken var den mest populära fågeln enligt tidningen The Times läsare i början av 1960-talet. Efter detta gynnade den brittiska regeringen inte aktivt idén om en nationalfågel, trots viss lobbying. Rödhaken användes som symbol för ett fågelskyddssällskap endast under några få år. I barnboken The Secret Garden av Frances Burnett spelar en rödhake en viktig symbolisk roll.
Två engelska professionella fotbollslag, Bristol City och Swindon Town kallas "The Robins" ('rödhakarna'). Smeknamnet härrör från att båda lagens hemmafärg är röd. En liten fågel är ett ovanligt val, men anses symbolisera skicklighet i att rusa omkring på planen. Förutom fotbollslaget är Swindon Robins det fullständiga namnet på det lokala speedwaylaget. Det är också smeknamn för det engelska rugbylaget Hull Kingston Rovers. Smeknamnet kommer från klubbens hemmafärger, vitt med ett rött band.

### Namn
Namnet "rödhake" finns källbelagt första gången 1805 och syftar på fågelns röda bröst. Det vetenskapliga namnet Erithacus rubecula betyder "röd rödstjärt" på latin. Arten har i Sverige tidigare också kallats rotgel, rödhakesångare, rödhane, rödbrösta och tjäderväck. De nederländska roodborstje betyder "rödbröst" medan franskans rougegorge och tyskans rotkehlchen betyder "rödhals". På engelska kallades den först redbreast. På 1400-talet, när det blev populärt att ge människonamn till välkända arter, kom fågeln att bli känd som Robin redbreast, vilket så småningom förkortades till robin. Det frisiska robyntsje eller robynderke liknar det engelska namnet.

### Forskningshistoria
Rödhaken är en av världens bäst kända fågelarter på grund av en mängd vetenskapliga studier. Bland annat har dess "magnetiska sinne", det vill säga dess förmåga att uppfatta magnetfält, vilket används vid navigering, studerats ingående.